# 承先
承先 (1843年—? )，字述之，绥远驻防滿洲正黃旗人，清朝政治人物、同進士出身。
同治癸酉科，山西乡试中举，光緒九年（1883年），参加癸未科殿試，登進士三甲146名。同年五月，著交吏部掣签分发各省，以知县即用。